# Brasão de Águas de São Pedro
O Brasão de Águas de São Pedro é um dos símbolos que representa o município brasileiro de Águas de São Pedro, no estado de São Paulo.

## História
O brasão de armas de Águas de São Pedro foi brasonado pelo heraldista Professor Arcinoé Antonio Peixoto de Faria, da Enciclopédia Heráldica Municipalista. [carece de fontes?]

## Uso
O brasão de armas de Águas de São Pedro começou a ser usado no gabinete municipal nos primórdios de 1971, mas foi somente oficializado por lei em 7 de julho de 1972. Antes de 1971 era o brasão de armas do estado de São Paulo que era usado em documentos oficiais municipais.
Ele é atualmente usado no cabeçalho de documentos oficiais, em edifícios oficiais, em cartões de identidade municipais, na bandeira do município e na Ordem Municipal do Brasão. [carece de fontes?]

## Brasão
De acordo com o texto da Lei Municipal nº 408 de 7 de julho de 1972, Artigo 1º, o brasão de armas de Águas de São Pedro tem a seguinte descrição em termos próprios de heráldica:
Original (em português): Escudo samnítico encimado pela coroa mural de seis torres, de argente. Em campo de bláu, posta em abismo, a panóplia constituída de duas chaves entrecruzadas, tendo brocante a tiára papal, tudo de jalde. Acantonados em chefe e ao têrmo, três fontes heráldicas de argente. Apoiando o escudo, à dextra e sinistra, duas cornucópias de jalde espargindo moedas do mesmo, tendo brocante um listel de bláu, contendo em letras argentinas a divisa latina "Omnibus Pax et Sanitas". Lei Municipal nº 408 de 7 de julho de 1972, Artigo 1º (em português)

## Simbolismo
Os símbolos do brasão de armas são descritos no parágrafo único do Artigo 1º da Lei nº 408 de 7 de julho de 1972, como visto a seguir:

### Escudo
O escudo samnítico, usado para representar o Brasão de Armas da Estância de Águas de São Pedro, foi o primeiro estilo de escudo introduzido em Portugal por influência francesa, herdado pela heráldica brasileira como evocativo da raça colonizadora e principal formadora da nossa nacionalidade.
Em abismo (centro ou coração do escudo) a panóplia constituída pelas chaves entrecruzadas tendo brocante a tiára papal, tudo de jalde (ouro), vem a se constituir no parlantismo do escudo, por ser símbolo de São Pedro, Padroeiro da Cidade (as chaves do Reino de Deus e a Tiara do Primeiro Papa - São Pedro).

### Coroa mural
A coroa mural que o sobrepõe é o símbolo universal dos brasões de domínio que, sendo de argente (prata) de seis torres, das quais apenas quatro são visíveis em perspectiva no desenho, classifica a cidade representada na Terceira Grandeza, ou seja, sede de Município.

### Esmaltes
A cor bláu (azul) do campo do escudo é símbolo de nobreza, justiça, perseverança, zelo e lealdade; o metal jalde (ouro) é símbolo de glória, esplendor, grandeza, riqueza, soberania; o metal argente (prata) simboliza a paz, amizade, o trabalho, prosperidade, pureza, religiosidade.

### Três fontes
As três fontes heráldicas de argente (prata) lembram no brasão as três fontes de águas minerais, sendo uma delas de águas sulfurosas, dádiva da natureza que as constitui na principal riqueza municipal, razão de ser de sua autonomia a evolução progressista, origem do topônimo que a cidade ostenta.

### Suportes
Como suportes, duas cornucópias espargindo moedas, tudo de jalde (ouro), simbolizando a fartura, a abundância, a riqueza advinda do solo com suas fontes de águas miraculosas.

### Divisa
No listel de bláu (azul) em letras argentinas (prateadas), inscreve-se a divisa latina "Omnibus Pax et Sanitas" que é um convite ao turismo e recreação - Para todos, paz e saúde.